# The Wrecking Crew (Studiomusiker)
The Wrecking Crew (dt. wörtlich „Abrissmannschaft“) war der Name von Studiomusikern wechselnder Zusammensetzung, die insbesondere in den kalifornischen Tonstudios von Los Angeles zwischen 1961 und 1976 als Begleitung von berühmten Interpreten spielten.

## Entstehung
Die vielen in Los Angeles ansässigen Tonstudios hatten stets Bedarf an Studiomusikern. Neben Bill Putnams Studios United Recording Corporation/Western Recorders war auch die Konkurrenz – Master Recorders, Radio Recorders, RCA und die Gold Star Studios – an Sessionmusikern interessiert. Die meisten Mitglieder der späteren Wrecking Crew hatten bereits langjährige musikalische Erfahrung häufig im Jazz gesammelt und tauchten mehr oder weniger zufällig in der Musikszene von Los Angeles auf.
Schlagzeuger Hal Blaine wirkte am 5. Januar 1959 bei der Aufnahme zu I Ain’t Getting Rid of You für Tommy Sands als Mitglied von dessen Begleitgruppe Sharks mit. Er war auch an der Aufnahme für Baby Talk vom Surf-Duo Jan & Dean im Mai 1959 beteiligt. Jan & Dean waren es auch, die bei ihren nachfolgenden Singles den Einsatz von Studiomusikern benötigten, weil sie ihre Instrumente nur unzureichend beherrschten. Gitarrist Tommy Tedesco wirkte am 14. Dezember 1960 bei den Aufnahmen zu The Great Impostor von den Piltdown Men mit, worin er einen sechssaitigen E-Bass spielte. Blaine wiederum wurde 1961 für Elvis Presleys Album Blue Hawaii (aufgenommen 21.–23. März 1961) empfohlen, auf dem er Snare-Drum mit Schlagzeugbesen spielte. Erster Nummer-eins-Hit für Blaine war Presleys Can’t Help Falling in Love (23. März 1961) aus diesem Album.
Erkennbar haben sich mindestens zwei der späteren Studiomusiker zu einer Tonaufnahme bei den Ritchie-Valens-Titeln La Bamba und Now You’re Gone in den Gold Star Studios am 23. September 1958 zusammengefunden. Bei La Bamba wirkten Ernie Freeman (Piano), René Hall (Danelectro-Bass), Buddy Clark (Kontrabass), Carol Kaye (Rhythmusgitarre) und Earl Palmer (Schlagzeug) mit.

## Mitarbeit bei Phil Spector
Ältere Sessionmusiker waren über die geringe Vorbereitungszeit ihrer jungen Kollegen im Tonstudio überrascht und befürchteten, dass die jungen Musiker die Musikindustrie ruinieren würden (englisch: to wreck). Hal Blaine hatte das mitbekommen und bat im Studio ironisch die Sekretärin darum, The Wrecking Crew zusammenzurufen – der Name war geboren. Die ambitionierten Studiomusiker brauchten weniger Probezeiten, konnten besser improvisieren und waren musikalisch flexibler als ihre älteren Kollegen.
Als Phil Spector im Juli 1962 das erste Mal als Produzent die Gold Star Studios betrat (und dort nachfolgend nahezu Dauergast war), brachte er eine Gruppe von Studiomusikern zusammen, die mitverantwortlich für den Wall of Sound war. Hinzu kamen der Arrangeur Jack Nitzsche und der im Tonstudio angestellte Toningenieur Larry Levine. Die Crystals (in Wirklichkeit sangen The Blossoms) nahmen am 13. Juli 1962 den Titel He’s a Rebel auf mit Howard Roberts und Tommy Tedesco (beide Gitarre), Ray Pohlman und Jimmy Bond (beide E-Bass; bis dahin wurde in der Unterhaltungsmusik nie mit zwei Bässen aufgenommen), Steve Douglas (Tenorsaxophon), Al DeLory (Piano) und Hal Blaine (Schlagzeug). Auf Philles Records im August 1962 veröffentlicht, nahmen Bob B. Soxx & the Blue Jeans am 24. August 1962 Zip-A-Dee-Doo-Dah auf; die Sessionmusiker waren Billy Strange (E-Gitarre), John Anderson (akustische Gitarre), Jimmy Bond (Kontrabass), Carol Kaye (Danelectro-Bass), Al De Lory und Nino Tempo (beide Piano), Steve Douglas (Tenorsaxophon), Jay Migliori (Baritonsaxophon) und Hal Blaine (Schlagzeug). Billy Stranges elektrischer Gitarrenverstärker war versehentlich nicht mit Mikrofon ausgestattet worden; er war nur über die im Aufnahmeraum verteilten anderen elf Mikrofone aufgenommen worden, doch Spector bestand darauf, dass dies der richtige Sound sei. Spector konnte seinen Sound weiter perfektionieren, als er im März 1963 für The Crystals deren Song Da Doo Ron Ron produzierte.
Ab dem 5. Juli 1963 wurde das wohl beste Produkt des Wall of Sound aufgenommen – Be My Baby von den Ronettes. Mit Hal Blaine und Earl Palmer waren gleich zwei Schlagzeuger zugegen, Carol Kaye und Ray Pohlman spielten Bass, gleich vier Gitarren (Billy Strange, Tommy Tedesco, Barney Kessel und Bill Pitman) und vier Keyboards (Leon Russell, Larry Knechtel, Al De Lory und Don Randi). Komplettiert um Kastagnetten und Maracas ist der Song der erste, bei dem Spector auch eine vollständige Geigensektion einsetzte. 42 Takes in einer vierstündigen Session waren nötig, um Spector zufrieden zu stellen. Die B-Seite Tedesco and Pitman erwähnt die Namen von zwei mitwirkenden Gitarristen der Wrecking Crew. Der Hit verkaufte nach seiner Veröffentlichung im August 1963 mehr als zwei Millionen Platten allein im Jahr 1963.
Symphonische Balladen produzierte Spector für die Righteous Brothers. You’ve Lost That Lovin’ Feelin’ wurde zwischen August und November 1964 aufgenommen, Unchained Melody folgte am 2. März 1965; beide Aufnahmen gehören zu den wichtigsten Produktionen des Wall of Sound. Spectors Produktionsweise, aber auch die mitwirkende Wrecking Crew waren die Grundlage für den Wall of Sound. Es wurde nicht eine Aufnahme von Spector produziert, an der nicht mindestens ein Mitglied der Sessionmusiker beteiligt war. Durch die Vielzahl der Phil-Spector-Produktionen gelang es der Wrecking Crew, sich in der Musikszene einen Namen zu machen. Sie spielten auftragsweise für The Beach Boys, The Mamas and the Papas, Scott McKenzie und entwickelten dabei einen als Westcoast-Sound bezeichneten Musikstil.

## Mitarbeit bei anderen Interpreten
Die rund 30 Mitglieder von The Wrecking Crew spielten stets in wechselnden Konstellationen, waren also formal keine Band. Die Sessionmusiker boten ihre Dienste auch anderen Tonstudios von Los Angeles an. So entstand Sam Cookes Twistin‘ The Night Away am 18./19. Dezember 1961 mit Tommy Tedesco (Gitarre) und Earl Palmer (Schlagzeug) im RCA Studio 1 von Hollywood. Elvis Presley wurde bei Radio Recorders zwischen dem 26. und 30. März 1962 durch Hal Blaine (Schlagzeug) und Barney Kessel (Gitarre) unterstützt. An der Aufnahmesession vom 26. April 1962 für Bring it on Home to Me von Sam Cooke waren Tommy Tedesco und Ray Pohlman (Bass) beteiligt. Blaine spielte bei Another Saturday Night von Sam Cooke (28. Februar 1963).
Nat King Coles Rambling Rose wurde am 19. Juni 1962 bei Capitol Records aufgenommen, Surf City folgte am 20. März 1963 mit Jan & Dean in den Western-Recorders-Studios, am 21. März 1964 Little Old Lady From Pasadena für das Duo. Die Beach-Boys-Imitation Hondells folgte mit Little Honda am 12. September 1964. Sonny and Cher wurden bei I Got You Babe am 7. Juni 1965 bei Gold Star von der Wrecking Crew unterstützt; die markante Oboe stammt von Warren Webb, dabei waren neben Barney Kessel mehrere weitere Gitarristen, Don Randi (Piano) und Frank Capp (Schlagzeug). The Beat Goes On folgte am 13. Dezember 1966 wiederum in den Gold Star Studios mit dem berühmten, von Carol Kaye stammenden Bass-Intro. Herb Alpert ließ sich bei zwei Hits unterstützen (Whipped Cream am 21. Januar 1965; A Taste of Honey mit Blaines markantem Basstrommel-Intro am 10. März 1965).
Von den Monkees war bekannt, dass sie im Studio nicht selbst die Instrumente spielten; sie galten daher als eine „künstliche“ Popgruppe, die auf die Hilfe der Wrecking Crew oder anderer Sessionmusiker angewiesen war. Die ersten beiden Alben (The Monkees, aufgenommen im Juli 1966; More of the Monkees, Juni bis November 1966) brachten die Single-Hits Last Train to Clarksville (25. Juli 1966 mit Gitarren: Wayne Irvin, Garry McGee und Louis Shelton, der auch das Gitarrensolo im Hit Valleri spielt) und den Millionenseller I’m a Believer (15. und 23. Oktober 1966 mit Mike Deasy – Gitarre – und Carol Kaye am Bass, das Orgel-Riff stammt von einer Hammond-Orgel B-3) hervor.
Die Beach Boys nahmen die musikalische Unterstützung der Wrecking Crew seit Beginn ihrer Karriere in Anspruch. Fun Fun Fun (1. Januar 1964 mit einem Gitarren-Intro von Glen Campbell), I Get Around (20. Mai 1964) und California Girls (4. Juni 1965 Columbia Studios mit Carol Kaye) sind frühe Beispiele. Das Konzeptalbum Pet Sounds entstand zwischen dem 1. November 1965 und dem 13. April 1966 mit Begleitung der Wrecking Crew, aus dem als Singles Sloop John B und God Only Knows ausgekoppelt wurden. Good Vibrations entstand ab dem 17. Februar 1966 in den Gold Star Studios mit Larry Knechtel an der Orgel.
Das gesamte Album Mr. Tambourine Man von The Byrds wurde durch Einfluss der Plattenfirma mit Studiomusikern der Wrecking Crew produziert, weil die Plattenfirma den spieltechnischen Fähigkeiten der Bandmitglieder misstraute. Auf dem am 20. Januar 1965 entstandenen und als Single ausgekoppeltem Titelsong sind Jerry Cole (Gitarre), Larry Knechtel und Hal Blaine zu hören. Nancy Sinatras größter Hit These Boots Are Made for Walkin’ (19. November 1965) ist mit einem charakteristischen Kontrabass von Chuck Berghofer unterlegt. Frank Sinatras Welthit Strangers in the Night (11. April 1966 bei United Recorders) entstand mit Hilfe von Chuck Berghofer (Bass), Al Casey, Bill Pitman, Glen Campbell, Tommy Tedesco (Gitarre) und Hal Blaine (der in der Aufnahme denselben Beat spielt wie in Be My Baby). Die Soft-Rock-Formation Association griff ebenfalls auf die Dienste der Sessionmusiker zurück (Never my Love 3. Juni und 27. Juni 1967, LP Windy 28. März 1967 bis 23. April 1967 bei Western Recorders). Zwischen dem 26. und 28. Dezember 1967 entstand dort der Hit Valleri für die Monkees (Platz 3 der Pop-Charts). Die Besetzung dieses Songs zeigt die geringen künstlerischen Anteile der Monkees an ihren Hits. Nur Davy Jones von den Monkees singt, begleitet von Gerry McGee und Louie Shelton (beide Gitarre), Joe Osborn (Bass), Roy Caton und Ollie Mitchell (beide Trompete), Lew McCreary (Posaune), Jim Horn und Jay Migliori (Saxophon) sowie Billy Lewis (Schlagzeug). Simon & Garfunkel holten sich Begleitung bei Mrs. Robinson (1./2. Februar 1968) und Bridge over Troubled Water (2. November 1969 mit Blaine und Knechtel; Knechtel bekam einen Grammy für sein Intro, Blaine schlug am Schluss mit Schneeketten rhythmisch gegen Beton). Richard Harris’ symphonisches Epos MacArthur Park entstand zwischen dem 27. Dezember 1967 und 6. Januar 1968 bei Sound Recorders unter Leitung von Jimmy Webb: Al Casey, Michael Deasy, Larry Knechtel, Joe Osborn, Tommy Tedesco, ergänzt mit Geigen- und Bläsersektionen, insgesamt 88 Musiker wirkten mit. Die Grundspur entstand dennoch in lediglich einem Take. Tommy Roes Hit Dizzy (22. August 1968) fällt durch Hal Blaines Schlagzeug-Breaks auf.
Auch Elvis Presley, der eigentlich auf eine hervorragende Gruppe von eigenen Sessionmusikern zurückgreifen konnte, bediente sich der Wrecking Crew. Für die LP ’68 Special begannen am 20. Juni 1968 die Aufnahmen bei Western Recorders mit Tommy Tedesco, Mike Deasy und Al Casey (Gitarren; Casey spielte dabei eine seltene rote schwedische Hagstrom Viking II, die Elvis während der im Dezember 1968 ausgestrahlten Live-Show spielte), Charles Berghofer und Larry Knechtel (Bass), Don Randi (Piano) und Hal Blaine. Paul Revere & the Raiders berühmter Tophit Indian Reservation (The Lament of the Cherokee Reservation Indian) entstand am 3. Dezember 1970 unter Mitwirkung von Arthur Butler, Carol Kaye, David Cohen und Gary Coleman. Carol Kaye spielte E-Bass bei Theme From Shaft von Isaac Hayes (mit dem markanten Wah-Wah-Gitarren-Intro von Charles „Skip“ Pitts, veröffentlicht am 29. September 1971). Das Wah-Wah-Gitarrensolo bei Guitar Man von Bread stammt von Larry Knechtel (Album aufgenommen im Oktober 1972), eine Soft-Rock-Ballade über die Beziehung eines Stars zu seinen Fans. Barbra Streisands Hit The Way We Were entstand in 33 Takes (12. September 1973), es war ihr erster Nummer-eins-Hit. Cher griff auf Hal Blaine bei ihrer Single Half-Breed zurück, Captain & Tennilles Hit Love Will Keep Us Together (25. Januar 1975) war einer der letzten großen Hits mit musikalischer Unterstützung von The Wrecking Crew.

## Statistik und Mitglieder
Die über 30 engeren Mitglieder von The Wrecking Crew wurden je nach Bedarf und Verfügbarkeit zusammengestellt. Bei Spector war es üblich, mehrere Gitarren (bis zu vier), Bässe und Schlagzeuge gleichzeitig einzusetzen. Insgesamt wird geschätzt, dass The Wrecking Crew an mehr als 40.000 Studioproduktionen beteiligt war. Alleine Blaine wirkte nach seinen eigenen Schätzungen an ungefähr 35.000 Musiktiteln mit, darunter 150 Top-10-Singles, wovon 41 den ersten Rang erreichten und acht zur Schallplatte des Jahres (Grammy Awards) gekürt wurden. Er ist der meistaufgenommene Schlagzeuger der Popmusik und wurde im März 2000 in die Rock and Roll Hall of Fame aufgenommen. Carol Kaye wirkte an ungefähr 10.000 Aufnahmesessions mit. Dem Publikum blieben die meisten Musiker unbekannt, weil sie in den Liner Notes der Schallplatten meist nicht erwähnt wurden. Den meisten Musikkonsumenten war daher nicht bekannt, wie groß die künstlerischen Anteile von The-Wrecking-Crew-Mitgliedern an vielen Hitaufnahmen waren. Wenn man die besten Studiomusiker wollte, heuerte man The Wrecking Crew an. Die abrufbereiten Mitglieder waren nicht dafür vorgesehen, öffentliche Aufmerksamkeit zu erregen, und sorgten dafür, dass die meisten Interpreten bei Studioaufnahmen besser klangen als bei Live-Auftritten. Roy Halee, der ehemalige Koproduzent von Simon & Garfunkel, lobte die Qualität der Musiker, als er über Bassist Joe Osborn sprach: „Man braucht das Tonband nicht anzuhalten wegen eines Fehlers, denn es gibt keinen.“ Über The Wrecking Crew entstand 2008 ein gleichnamiger Kinofilm unter der Regie von Denny Tedesco, dem Sohn des Studiogitarristen Tommy Tedesco. Der Film stellte die Arbeit der anonymen Sessionmusiker erstmals einer breiteren Öffentlichkeit vor. Im Film gibt es 133 Musikausschnitte, die rund 300.000 Dollar an Royaltys kosteten.
- Gitarren: Glen Campbell, Barney Kessel, Tommy Tedesco (Fender Telecaster), Al Casey, Carol Kaye, Billy Strange, René Hall, James Burton, Jerry Cole, Ray Pohlman;
- Saxophone: Steve Douglas, Jay Migliori, Jim Horn, Plas Johnson, Nino Tempo;
- Trompeten: Tony Terran, Ollie Mitchell, Chuck Findley;
- Posaunen: Lou Blackburn, Dick „Slyde“ Hyde, Lew McCreary;
- Keyboards: Leon Russell, Mac Rebennack, Don Randi, Larry Knechtel, Al De Lory, Mike (Michel) Rubini;
- Bass: Carol Kaye, Joe Osborn, Max Bennett, Chuck Berghofer, Ray Pohlman, Larry Knechtel;
- Schlagzeug: Hal Blaine, Earl Palmer, Jim Gordon;
- Percussion: Sonny Bono.

Das „goldene Trio“ als Kern der Gruppe bestand aus Larry Knechtel (Piano, Keyboards), Joe Osborn (Bass) und Hal Blaine (Schlagzeug).